# Włodzimierz Gniazdowski
Włodzimierz Gniazdowski ps. Dziadek (ur. 21 marca 1906 w Rakowie, zm. 21 marca 1980 we Włocławku) – polski nauczyciel, działacz społeczny, założyciel teatrów.

## Życiorys

### Dzieciństwo i młodość
Włodzimierz Gniazdowski urodził się w Rakowie w rodzinie Ignacego Gniazdowskiego i Marii z domu Leszczyńskich. W 1913 został zesłany wraz z rodziną do Jekaterynosławia, gdzie uczęszczał do szkoły rosyjskiej. W 1917 przeniósł się do polskiego już gimnazjum im. Tadeusza Kościuszki. Gdy wrócił do kraju uczył się w gimnazjum w Lublinie i w Krotoszynie.

### Dwudziestolecie międzywojenne
W 1925 zdał maturę, a następnie podjął studia humanistyczne w Poznaniu, które ukończył dopiero w roku 1933, ze względu na odbytą w międzyczasie służbę wojskową w Jarocinie. Już będąc uczniem gimnazjum pisywał do gazetek szkolnych głównie utwory satyryczne. Od 1935 do 1936 roku prowadził w poznańskiej rozgłośni radiowej gawędy skierowane do żołnierzy poborowych.

### II wojna światowa
Przed wojną był działaczem społeczno-katolickim. W 1939 został wysłany na front. W wyniku bitwy nad Bzurą przeszedł do niewoli. W oflagach Osterode XI i Woldenberg IIc organizował życie teatralne. Ukończył tam kursy pedagogiczne dla nauczyciela szkół średnich, uczył także szeregowych.

### Okres powojenny
Po wyzwoleniu osiadł z rodziną we Włocławku. Uczestniczył w reaktywowaniu Gimnazjum Ziemi Kujawskiej (obecnego Liceum Ziemi Kujawskiej). W 1946 stworzył Amatorski Teatr Szkolny, działający przy gimnazjum i od tamtej pory działał na rzecz teatru. Był także prezesem Caritasu. W 1950 został skazany na rok więzienia, lecz karę anulowano, a w 1959 został zrehabilitowany. Podczas tego krótkiego pobytu w więzieniu pracował jako bibliotekarz i założył teatr, w którym aktorami byli sami więźniowie.
W latach 1951–1963 wykładał język polski w państwowym liceum dla pracujących we Włocławku. W latach 1953–1964 prowadził ponadto kółko recytatorskie w Liceum Ziemi Kujawskiej. Od 1953 kierował Teatrem Ludzi Upartych. W latach 1953–1969 wystawiał w teatrze ZNP we Włocławku ponad 250 sztuk. Od 1963 wykładał język polski w Państwowym Liceum im. Marii Konopnickiej we Włocławku. Pracował tam do przejścia na emeryturę w 1979.
Stworzył Młodzieżową Estradę Poetycką i przewodniczył Szkolnemu Teatrowi Poezji, z którym wystawiał sztuki w Polsce, NRD i Czechosłowacji. Pisał także wiersze satytyczne, artykuły i opowiadania. Zmarł we Włocławku w swoje 74 urodziny. Został pochowany na Cmentarzu Komunalnym we Włocławku.
Jego imieniem nazwano Teatr Impresaryjny we Włocławku. W 2016 roku przy domu przy ul. Wojska Polskiego 4 w którym mieszkał, odsłonięto kamień upamiętniający Gniazdowskiego, a także mieszkających tam w innych okresach Feliksę Szałwińską i Ludwika Boucharda. Głaz ufundowali Jacek i Bożena Rejowie.

## Odznaczenia
- Krzyż Kawalerski Orderu Odrodzenia Polski
- Złoty Krzyż Zasługi
- Srebrny Krzyż Zasługi
- Medal 30-lecia Polski Ludowej
- Medal Komisji Edukacji Narodowej
- Złota Odznaka "Zasłużonych dla województwa Włocławskiego"